# تيقمونين
تيقمونين (Tiguemounine) قرية من قرى بلدية واسيف (آث واسيف بالقبائلية)، ولاية تيزي وزو.